# Elizabeth Gooking Greenleaf
Elizabeth Gooking Greenleaf (11 de novembro de 1681 - 11 de novembro de 1762  ) foi a primeira mulher apotecária nas Treze Colônias .  Ela é considerada a primeira farmacêutica dos Estados Unidos.

## Biografia
Elizabeth Gooking nasceu em Cambridge , Massachusetts Colony em 1681, filha de Samuel e Mary Gooking.  Ela se casou com o ministro, médico e farmacêutico Daniel Greenleaf (graduado em Harvard ) em 1699.  O casal teve doze filhos.
Em 1727, Elizabeth mudou-se para Boston para abrir um boticário.  Embora este fosse um papel exclusivamente realizado por homens, Massachusetts não possuía nenhuma lei para impedir as mulheres de praticar.  Isso fez dela a única mulher entre os 32 boticários que trabalhavam na Nova Inglaterra na época.
Mais tarde, em 1727, Daniel mudou-se para Boston para se juntar a ela depois de renunciar ao cargo de pastor da Igreja Congregacional em Yarmouth .  Eles administraram a loja juntos por várias décadas.
Elizabeth Gooking Greenleaf morreu em 1762, seguida por seu marido em 1763.
Foi uma das 17 mulheres a serem homenageadas pela American Pharmacists Association em 2012, por "contribuições para a profissão e o avanço das mulheres na farmácia".